# Cosmarium quasillus
Cosmarium quasillus là một loài Song tinh tảo trong họ Desmidiaceae, thuộc chi Cosmarium.